# Hindemithplatz
Der Hindemithplatz ist ein kleiner gepflasterter Platz im Berliner Ortsteil Charlottenburg, der vom St.-Georg-Brunnen beherrscht wird. Der von Bäumen umstandene Platz trägt seit dem 19. Oktober 1995 den Namen des deutschen Komponisten Paul Hindemith.

## Lage
Der Platz liegt im Galerienviertel am Schnittpunkt der Mommsen-, Giesebrecht- und Wilmersdorfer Straße nördlich des Kurfürstendamms, dabei endet die Giesebrechtstraße in einer Schlaufe direkt am Platz. Die Wohnhausbebauung stammt zum Teil aus der Gründerzeit und entspricht dem wohlhabenden Stadtbild des Viertels, das von breiten Straßen, gepflegten Bürgersteigen und Grünflächen, repräsentativen Wohnhäusern, Boutiquen, Programmkinos, Galerien und Theatern geprägt ist. Im ehemaligen traditionsreichen Café Richter am Platz (jetzt: Biobackhaus) erinnerten  verschiedene Einrichtungsgegenstände an die alte Zeit der Kaffeehäuser. Es galt als Treffpunkt der Charlottenburger Szene. Seit 4. April 2016 gibt es eine Bushaltestelle in der Nähe des Platzes, bedient von der BVG-Linie 310.

## Geschichte und Beschreibung
Das Bild des Platzes wird neben großen Laubbäumen auch vom St.-Georg-Brunnen geprägt, den der Architekt Wilhelm Walther in den Jahren 1903–1904 für das zeitgleich von ihm erbaute luxuriöse Vergnügungsetablissement Alt-Bayern in der Potsdamer Straße 10/11 in der Nähe des Grand Hôtel Esplanade am Potsdamer Platz geschaffen hatte. Das Hotel schloss infolge des Kriegsausbruchs bereits 1914, konnte jedoch nach zwölfjähriger Interimsnutzung durch Wertheim unter dem neuen Namen Bayernhof 1926 wiedereröffnen. Der Architekt, von dem auch die schlossähnliche Villa Walther und eine Vielzahl weiterer Gründerzeitbauten stammen, errichtete den um 1905 in Betrieb genommenen Brunnen im Löwenhof des Etablissements. 
Vor der Sprengung des im Zweiten Weltkrieg teilzerstörten Gebäudes wurde der Brunnen Mitte der 1970er Jahre abgebaut und zerlegt, um ihn später an anderer Stelle wieder errichten zu können. Das geschah nach seiner Restaurierung im Jahr 1980 auf dem damals hier noch namenlosen Platz.
Rund um den Platz und in den einmündenden Straßen haben sich zahlreiche Kunstgalerien etabliert, die auch zur inoffiziellen Namensgebung des Galerienviertels geführt haben.

## St.-Georg-Brunnen
Walther schuf ein Wasserspiel, in dem Wasserspeier nach italienischem Vorbild in Form griechisch-mythologischer Halbwesen zwei Beckenebenen speisen. Über dem hellen Brunnenensemble aus Muschelkalk erheben sich vier farblich deutlich abgesetzte Säulen aus rötlichem Granit, die über Kapitell und Fries in der Gebälkzone ein flaches Dach mit Gesims tragen. Die namengebende Statue des Heiligen Georg, der mit seiner Lanze einen Drachen durchbohrend dargestellt war, wurde nach dem Zweiten Weltkrieg gestohlen und blieb verschwunden, ebenso fehlt heute der das Brunnendach einst bekrönende und ein Wappenschild tragende Bayerische Löwe aus Stein. Die Bronzefigur des gegen das Böse kämpfenden Drachentöters und antiken Märtyrers Georg stand ursprünglich zwischen den vier Marmorsäulen auf dem Brunnen. Vier weitere bronzene Figuren über den Knotenpunkten am oberen Beckenrand mit den erhaltenen steinernen Wassermännern sind gleichfalls seit Kriegsende verschollen und wurden vermutlich wie die Hauptfigur eingeschmolzen. Bei der Restaurierung 1980 wurde auf die Rekonstruktion der eigentlichen Titelfigur verzichtet, wodurch die krönende und leere Säulenkonstruktion heute entsprechend leblos wirkt.
Für einen Wettbewerb zur Brunnengestaltung arbeitete die Bildhauerin Katharina Szelinski-Singer 1980 eine ihrer typischen Frauenfiguren. Das Modell aus Styropor und Gips Prinzessin auf dem Dach in den Maßen 45 cm × 60 cm × 70 cm zeigt eine Frau, die sich auf dem Brunnendach auf ihre Unterarme stützt und herunterschaut. Der Entwurf kam nicht zur Ausführung.
Eine Bronzetafel am Brunnen enthält folgende Inschrift:
| ST. GEORG BRUNNEN 1904–1975 IM »BAYERN-HOF« POTSDAMER STRASSE ENTWURF ARCHITEKT WILHELM WALTHER WIEDERERRICHTET 1980 |

Eine Rekonstruktion der fehlenden Bronzeskulpturen ist bisher (Stand: Mai 2023) nicht bekannt geworden. 

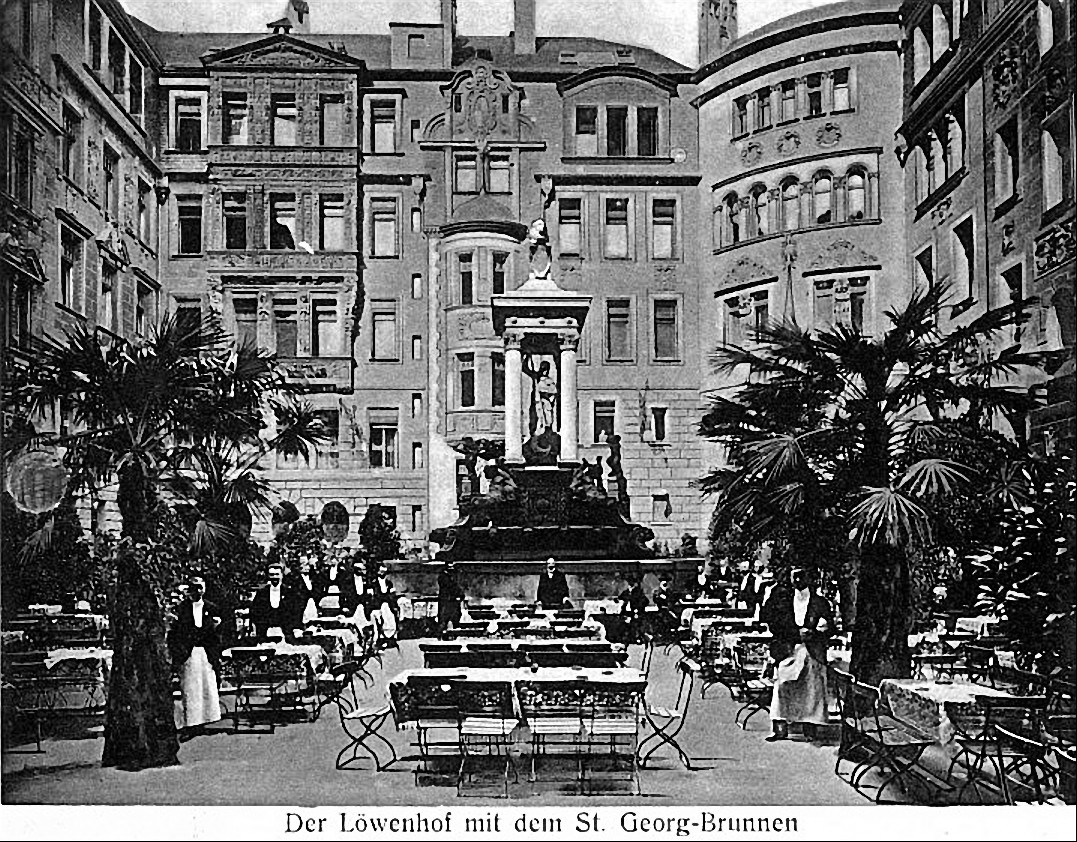
St.-Georg-Brunnen im Löwenhof von Alt-Bayern, 1909
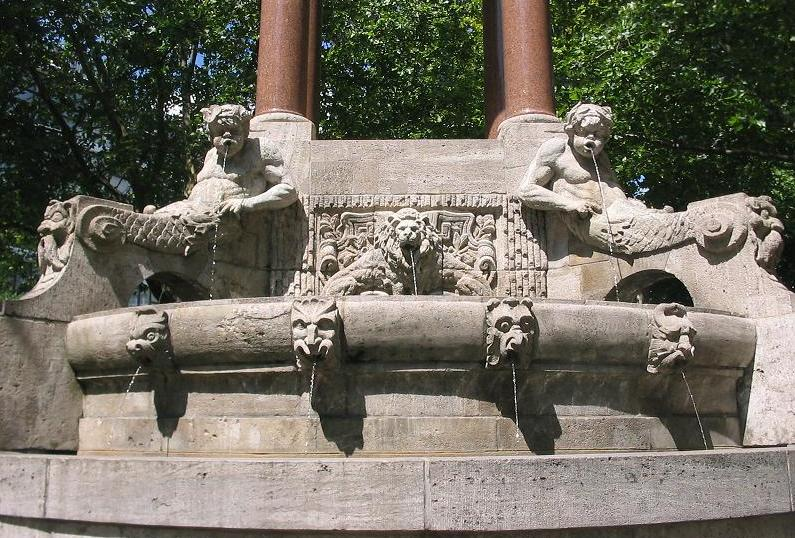
Teilansicht des Brunnens, 2007
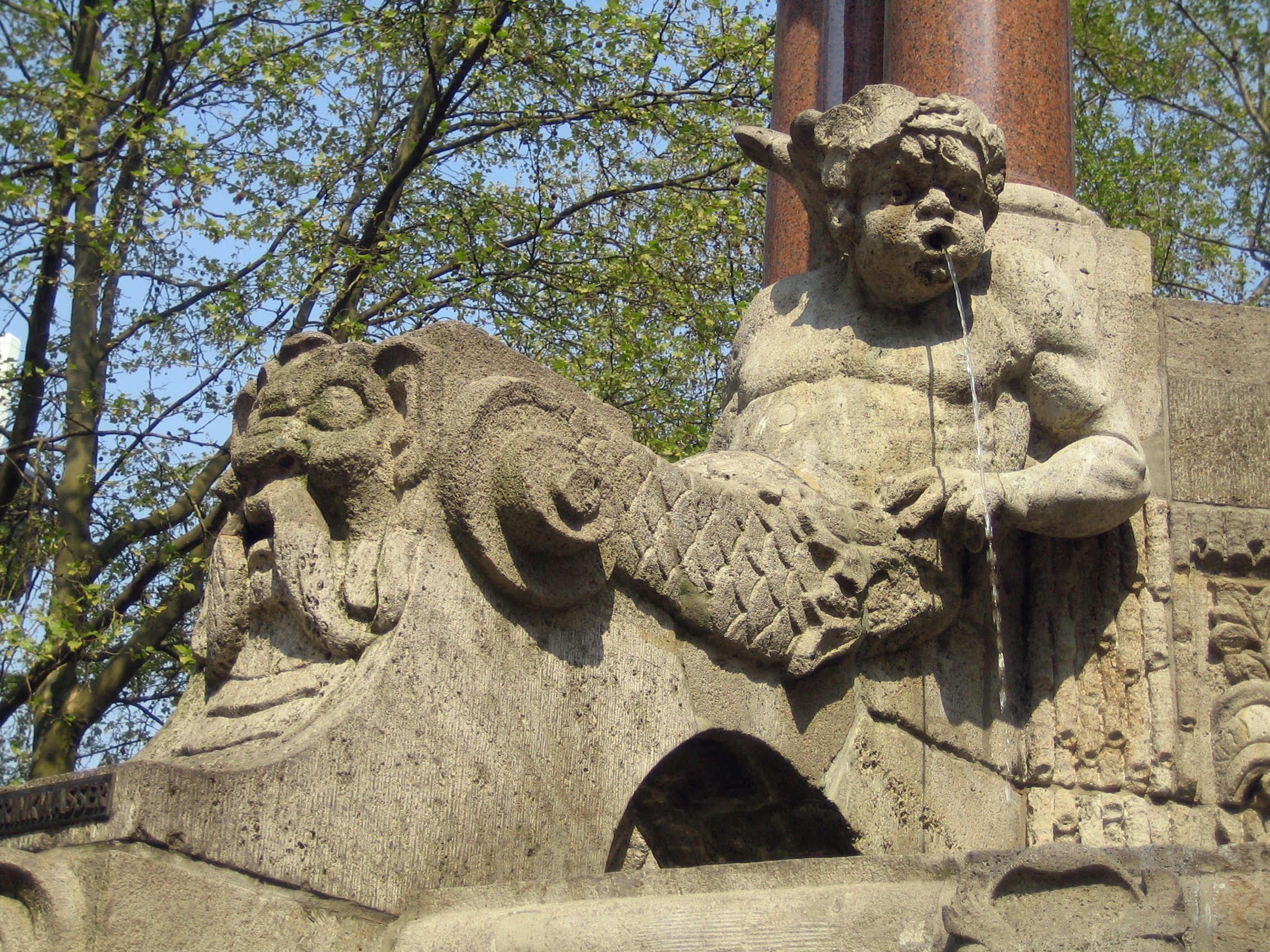
St.-Georg-Brunnen, Detail, 2009